# Gare de Kawainishi
La gare de Kawainishi (河合西駅, Kawainishi-eki) est une gare ferroviaire localisée dans la ville d'Ono, dans la préfecture de Hyōgo au Japon. La gare est exploitée par la compagnie JR West, sur la ligne Kakogawa.

## Disposition des quais
La gare de Kawainishi est une gare disposant d'un quai et d'une voie.
| N° de voie | Ligne      | Direction                |
| ---------- | ---------- | ------------------------ |
| 1          | ▆ Kakogawa | Ao/Nishiwakishi/Kakogawa |

## Gares/Stations adjacentes
| JR West            |                |                |                |                    |
| Direction Kakogawa | Ligne Kakogawa | Ligne Kakogawa | Ligne Kakogawa | Direction Tanikawa |
| Ao                 |                | Local 普通     |                | Aonogahara         |